# Тхазеплов, Хасан Миседович
Хасан Миседович Тхазеплов (кабард.-черк. Тхьэзэплъ Хьэсэн; 5 мая 1943, Старый Черек, Кабардино-Балкарская АССР — 5 декабря 2018, Нальчик) — советский и российский кабардинский поэт и прозаик, общественный деятель, изобретатель. Главный редактор журнала «Литературная Кабардино-Балкария». Член Союза писателей СССР. Председатель Союза писателей Кабардино-Балкарии (1994—1998). Заслуженный работник культуры Российской Федерации. Лауреат Большой литературной премии России (2018).
Автор стихотворных произведений на родном и русском языках, переведённых на 28 языков мира, запатентованных изобретений.

## Биография
Родился 5 мая 1943 года в селе Старый Черек в Урванском районе Кабардино-Балкарской Республики.
До четвёртого класса учился в родном селе, затем в интернате в Баксангэсе. Когда заканчивал десятилетку, советские школы страны перешли на 11—летнее обучение. Чтобы не потерять год, Хасан вернулся в родное село и окончил вечернюю школу. В том же в 1962 году поступил на отделение механизации сельского хозяйства Кабардино-Балкарского государственного университета. Проучился два месяца и отправился на службу в Советскую армию, не став использовать отсрочку. Отслужил три года. Именно в армии сформировалось тяготение к поэтическому творчеству. Начал писал множество стихов на кабардинском и русском языках .
После демобилизации восстановился в КБГУ, стал публиковаться в республиканских газетах, в газете «Университетская жизнь». На 4-м курсе председатель Союза писателей КБАССР Алим Кешоков предложил молодому человеку поступить в московский литературный институт. Пройдя сложнейший конкурсный отбор, Хасан Тхазеплов
в 1969 году стал студентом Литературного института им. А. М. Горького. Очную учёбу в Москве сочетал с заочной в Нальчике и с работой на Останкинском молочном комбинате и макаронной фабрике. Нужно было помогать живущей небогато семье, не столь давно потерявшей своего кормильца — отца Хасана. Писать стихи удавалось только по ночам .
В 1971 году вышел первый сборник стихов «Третья смена». Выбор названия объясняется самим автором тем, что стихи были написаны в ночную третью смену .
Книга сразу получила признание, молодой автор стал членом Союза писателей СССР.
В 1972 году окончил КБГУ, получив специальность «инженер — механик» .
В 1974 году завершает обучение в Литературном институте.
С 1975 по 1976 годы — инструктор Урванского райкома КПСС, где в то время первым секретарем был будущий Президент КБР Валерий Мухамедович Коков .
В 1976 году возглавил бюро пропаганды при Союзе писателей КБР .
В 1994 году Хасан Тхазеплов на съезде Союза писателей КБР был избран председателем, проработав в этой должности положенный выборный срок — до 1998 года.
Доктор филологических наук Мадина Хакуашева, отметила, что Тхазеплов «в период своей деятельности способствовал объединению кабардинской, балкарской и русской секций».
С 2000 года занимал должность главного редактора журнала «Литературная Кабардино-Балкария».
В 2013 году в Нальчике прошла всероссийская научно—теоретическая конференция, посвященная 70-летию со дня рождения Х. М. Тхазеплова «О времени и о себе».
В 2018 году за книгу стихов «Путь караванщика» награждён Большой литературной премии России
Скончался 5 декабря 2018 года в Нальчике.